# 阿斯塔納巴里斯
巴里斯冰球俱樂部，通常被稱為阿斯塔納巴里斯或簡稱為巴里斯，是位於哈薩克阿斯塔納的職業冰球隊。它為大陸冰球聯盟（KHL）創始成員之一。

## 外部連結
- Official website